# جاي روكفلر
جاي روكفلر (بالإنجليزية: Jay Rockefeller)‏ (و. 1937 – م) هو سياسي من الولايات المتحدة الأمريكية ولد في مدينة نيويورك.
تولى منصب عضو مجلس الشيوخ الأمريكي .

## التعليم
تعلم في كلية هارفارد، وجامعة هارفارد.

## روابط خارجية
- جاي روكفلر على موقع مونزينجر (الألمانية)
- جاي روكفلر على موقع إن إن دي بي (الإنجليزية)
- جاي روكفلر على موقع ديسكوغز (الإنجليزية)